# Gota de agua

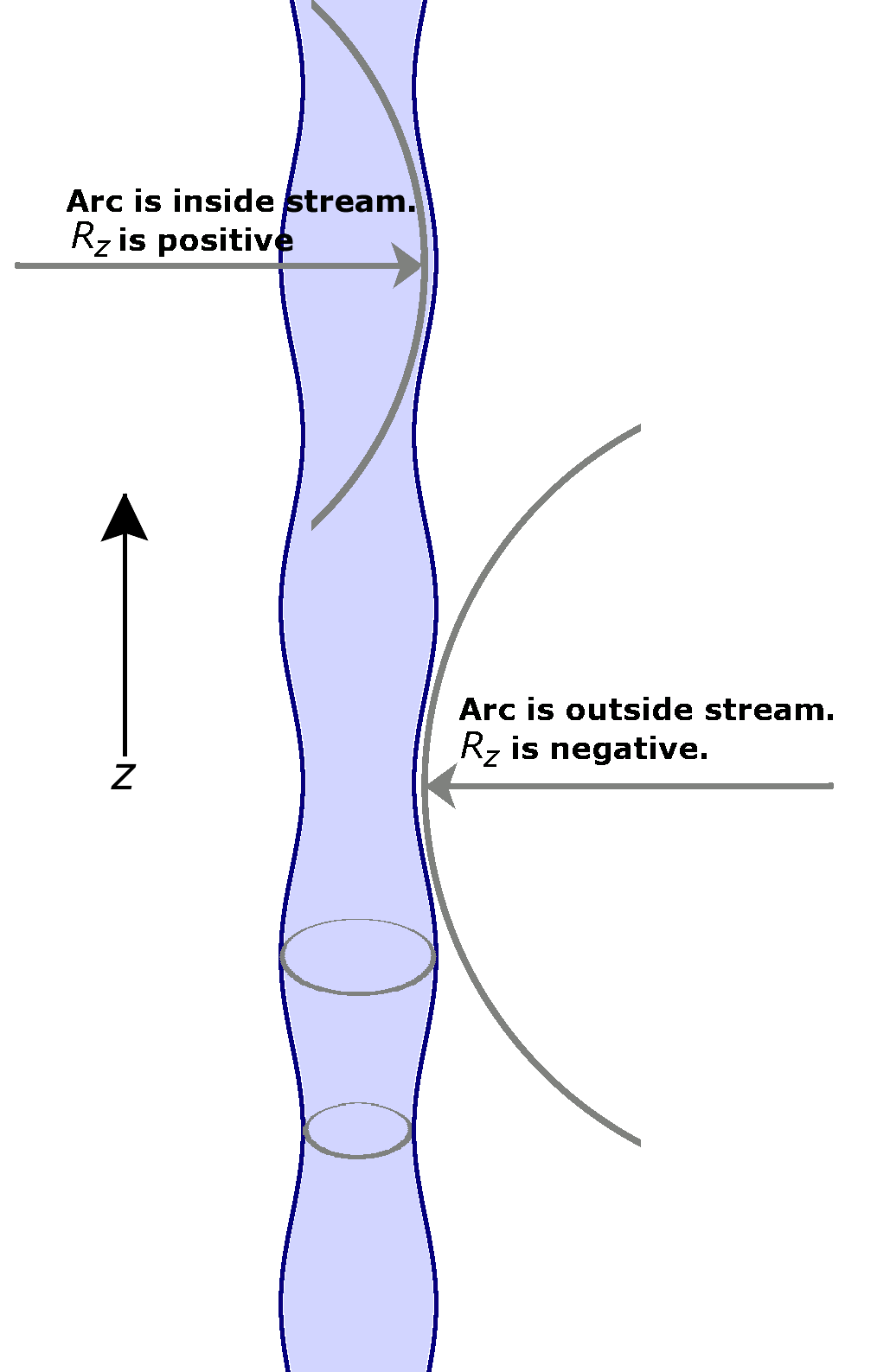
Esquema de un chorro de líquido en proceso de separarse en gotas.

Una gota es un volumen pequeño de algún líquido (agua, por ejemplo), delimitada casi completamente por superficies encadenadas entre sí. La manera más sencilla de formar una gota es permitir que el líquido fluya suavemente hacia el borde de un recipiente. Cuando la gota se exceda de un determinado tamaño, perderá su estabilidad y caerá. Las gotas de agua también se forman por condensación, al enfriar un vapor y por atomización. El peso de la gota más grande que puede colgar del borde de un tubo de radio "a" es (aproximadamente):
{\displaystyle mg=2\pi a\sigma \cos \alpha }
donde {\displaystyle \sigma } es la tensión superficial del líquido y α es el ángulo de contacto con el tubo. Este es un método convencional para medir tensión superficial. 
Debido a los diferentes índices de refracción del agua y del aire, en la superficie de gotas de lluvia ocurren tanto refracción como reflexión, formando un arcoíris.
A pesar de la creencia común, las gotas de agua no caen en la forma general con las que icónicamente se las asocia. Estas suelen ser amorfas, es decir, que no existe una forma definida. Sin embargo, debido a la resistencia del aire, la parte inferior sí muestra una cualidad general, se presenta con una forma completamente achatada, semejante a la figura de una hamburguesa. Cuanto más grande es la gota, más fiel es dicha forma, por esa razón es que las gotas de diferentes tamaños se esparcen en diferentes direcciones, lo cual en teoría pudiera explicar la aparición de los extraños arcoíris gemelos.
En medicina y en enfermería, el volumen y tamaño de una gota está definido con un diámetro estandarizado, de tal forma que 1 mililitro son aproximadamente 20 gotas. De igual manera, para los casos en los que se necesita un tamaño de gota más pequeño, existen los microgoteros, en los cuales 1 mililitro son aproximadamente 60 microgotas.

## Introducción a la tensión superficial de una gota
En un fluido, las moléculas interaccionan con todas las que le rodean. El radio de acción de las fuerzas moleculares es relativamente pequeño, y abarca a las moléculas vecinas más cercanas. Si la molécula se encuentra en el interior del líquido, la resultante de todas las interacciones será nula. Sin embargo, si la molécula se encuentra en la superficie o próxima a ella, por existir en valor medio menos moléculas arriba que abajo, la resultante de las fuerzas estará dirigida hacia el interior del líquido.
Termodinámicamente la tensión superficial es un fenómeno de superficie y es la tendencia de un líquido a disminuir su superficie hasta que su energía de superficie potencial es mínima, condición necesaria para que el equilibrio sea estable. Como la esfera presenta un área mínima para un volumen dado, entonces por la acción de la tensión superficial, la tendencia de una porción de un líquido lleva a formar una esfera o a que se produzca una superficie curva o menisco cuando está en contacto un líquido con un recipiente.
A la fuerza que actúa por centímetro de longitud de una película que se extiende se le llama tensión superficial del líquido, la cual actúa como una fuerza que se opone al aumento de área del líquido. La tensión superficial es numéricamente igual a la proporción de aumento de la energía superficial con el área. Este exceso de energía no se manifiesta en sistemas ordinarios debido a que el número de moléculas en la superficie es muy pequeño en comparación con el número total del sistema.
El valor de la diferencia de presión entre interior de la gota y la atmósfera es, según la ley de Laplace, tomando {\displaystyle r_{1}=r_{2}=r}:
{\displaystyle P_{L}-P_{0}=2{\frac {\sigma }{r}}} donde {\displaystyle P_{L}} es la presión interior, {\displaystyle P_{0}} la exterior, {\displaystyle \sigma } es la tensión superficial y r el radio de la gota. 

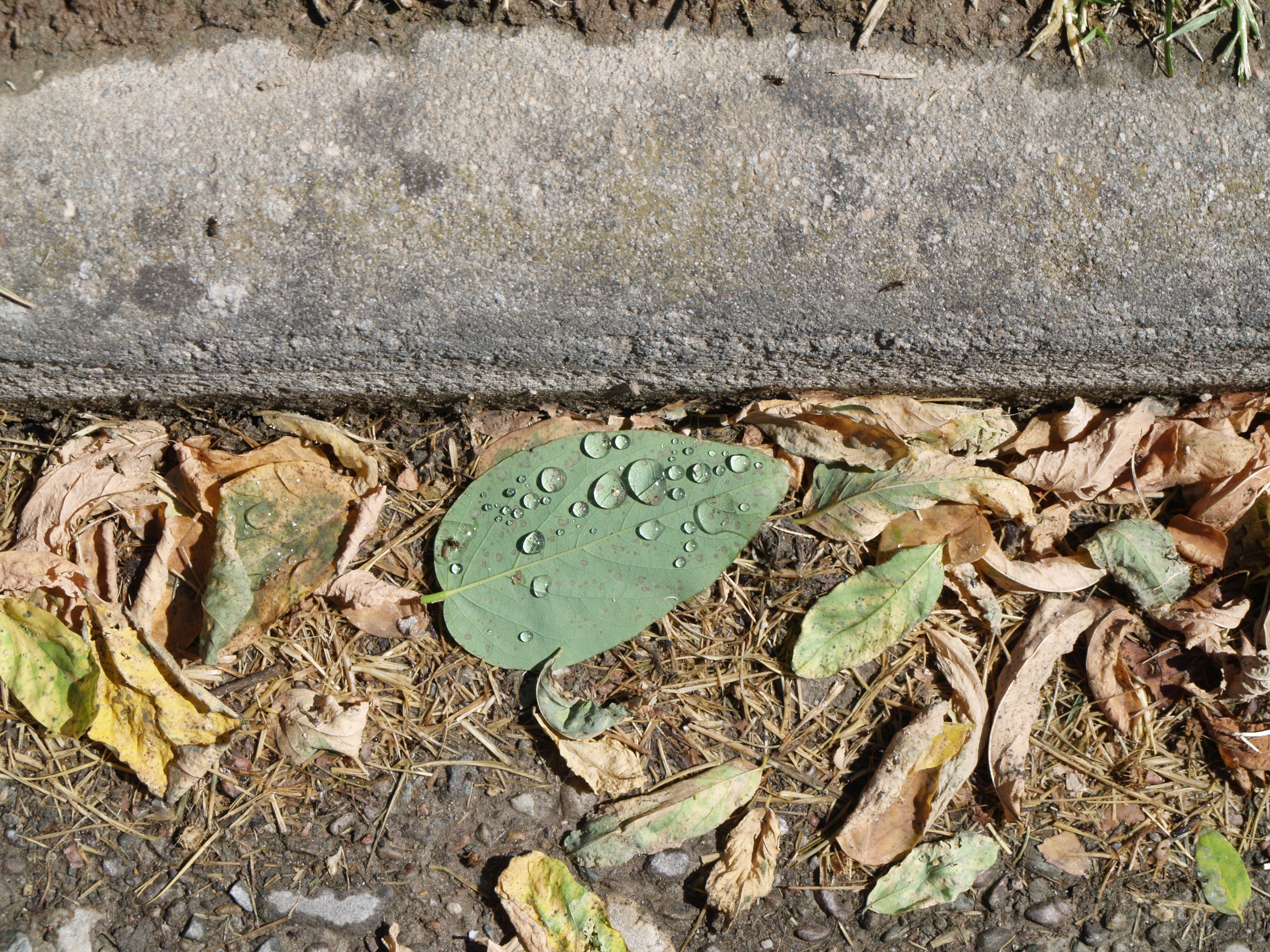
Gotas de agua sobre la hoja de un árbol.

Se puede ver la dependencia con r y cómo, si r es muy pequeña, la diferencia de presión es muy elevada, lo que implicaría una necesidad de una presión de vapor muy elevada para que se iniciara la condensación. Esta expresión también es válida para una burbuja esférica de aire en el interior de un líquido. 
Ley de Laplace (presión debida a la curvatura): la forma de la curva de una superficie de un líquido origina fuerzas dirigidas hacia el interior o hacia el exterior de dicho líquido, según la forma de dicha superficie. Ello da lugar a diferencias de presión entre puntos próximos situados a uno y otro lado de dicha superficie.
{\displaystyle \Delta \ P={\frac {dF}{dS}}=\sigma ({\frac {1}{r_{1}}}+{\frac {1}{r_{2}}})} con r1 y r2 los radios de curvatura en un punto dado de la superficie.

## Condensación y precipitación

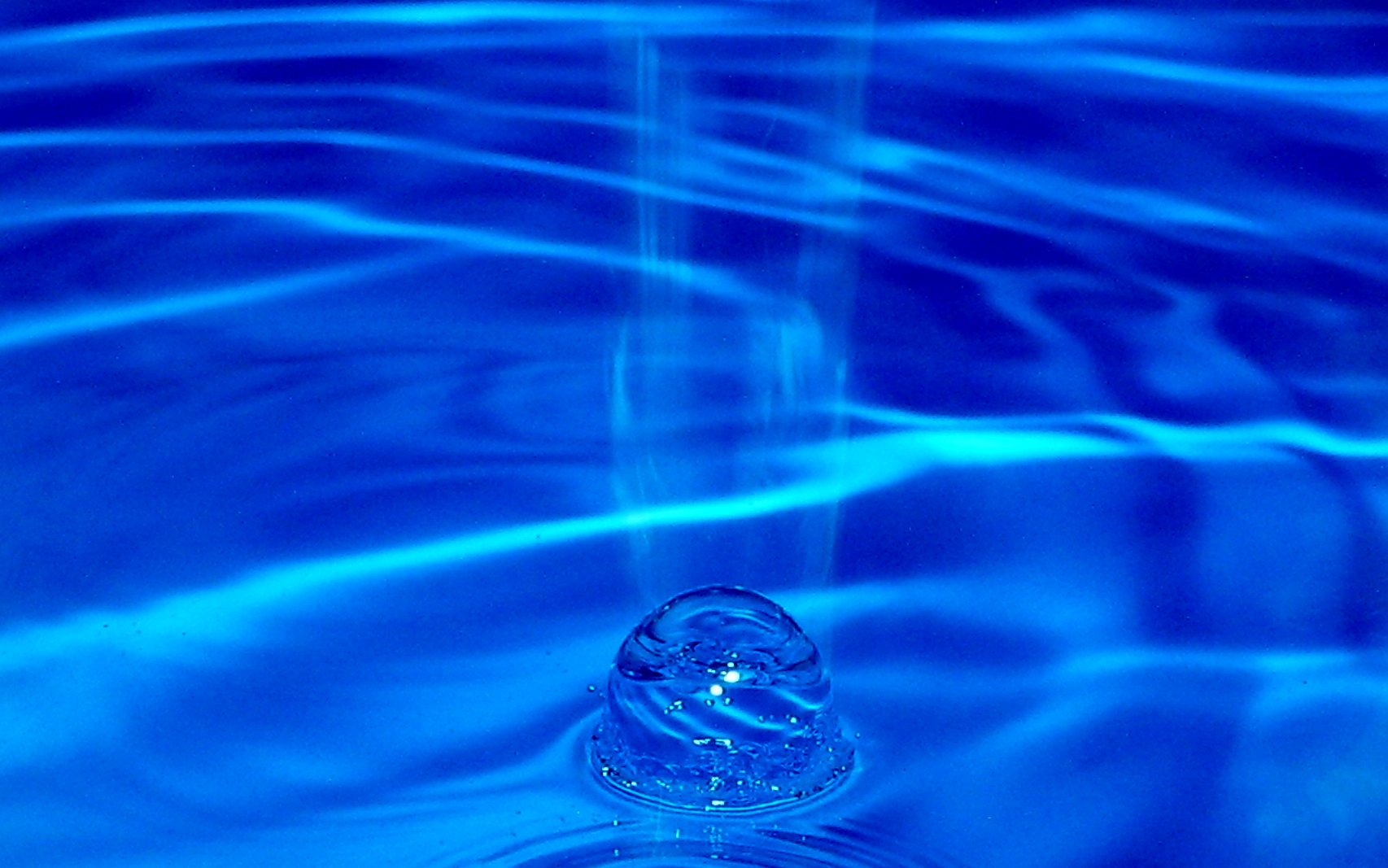
Gota de agua en el momento del impacto contra la superficie del agua.

¿Cómo se forman las gotas de las nubes? 
La condensación del vapor de agua en gotitas de nube se da sobre ciertas partículas de sustancias que tienen mucha afinidad con el vapor de agua. Estas partículas se llaman núcleos de condensación. Las moléculas de vapor de agua no son capaces de unirse en gotitas de agua por sí solas, necesitan de núcleos de condensación. (Por ejemplo: partículas de polvo, sal marina, productos de la combustión) Sin estos núcleos sería necesaria una humedad relativa del 300% para que el vapor de agua condensara en gotitas, cosa que nunca ocurre. La razón de ello es la necesidad del vapor de agua de vencer la tensión superficial de la gota que se opone a su aumento de superficie.
Una vez que comienzan a formarse las gotitas de nube en torno al núcleo de condensación, el vapor de agua se condensa sobre el agua líquida que ya se ha formado. Decimos que hay saturación cuando el aire húmedo tiene una composición tal que está en equilibrio con una superficie libre plana de agua pura que tenga la misma temperatura que el aire. Que exista equilibrio significa que no hay transferencia neta de moléculas de vapor de agua a la superficie de agua, ni por el contrario, del agua hacia el vapor del aire. Este equilibrio se da con el 100 % de humedad relativa.
Pero el agua de las gotitas no es pura desde el momento en que se necesitan núcleos o partículas higroscópicas para formarse, por lo tanto el equilibrio o saturación se alcanza antes de llegar al 100 % de humedad relativa. A este efecto se lo llama efecto de la sustancia disuelta. A medida que la gota crece, la sal se diluye y la gota comienza a comportarse como si fuera agua pura. Por lo tanto este efecto tiene importancia solo al principio del proceso.
El efecto de la sustancia disuelta tiene en contra otro que es el de curvatura. Cuando las gotas son pequeñas la tensión superficial es apreciable y la "piel" de una gota se comporta como si fuera una membrana estirada, por lo tanto, es necesario hacer un trabajo para estirarla más; es decir que se opondrá al depósito de nuevas moléculas de vapor mientras la presión de vapor no sea más grande que la de saturación correspondiente a una superficie plana de agua. Es decir, necesita humedad relativa superior al 100 %, comentado anteriormente. A medida que la gota crece, el efecto de curvatura disminuye y tiende a anularse. A partir de los 2 o 3 micrones de radio, la gota se comporta como si tuviera superficie plana.

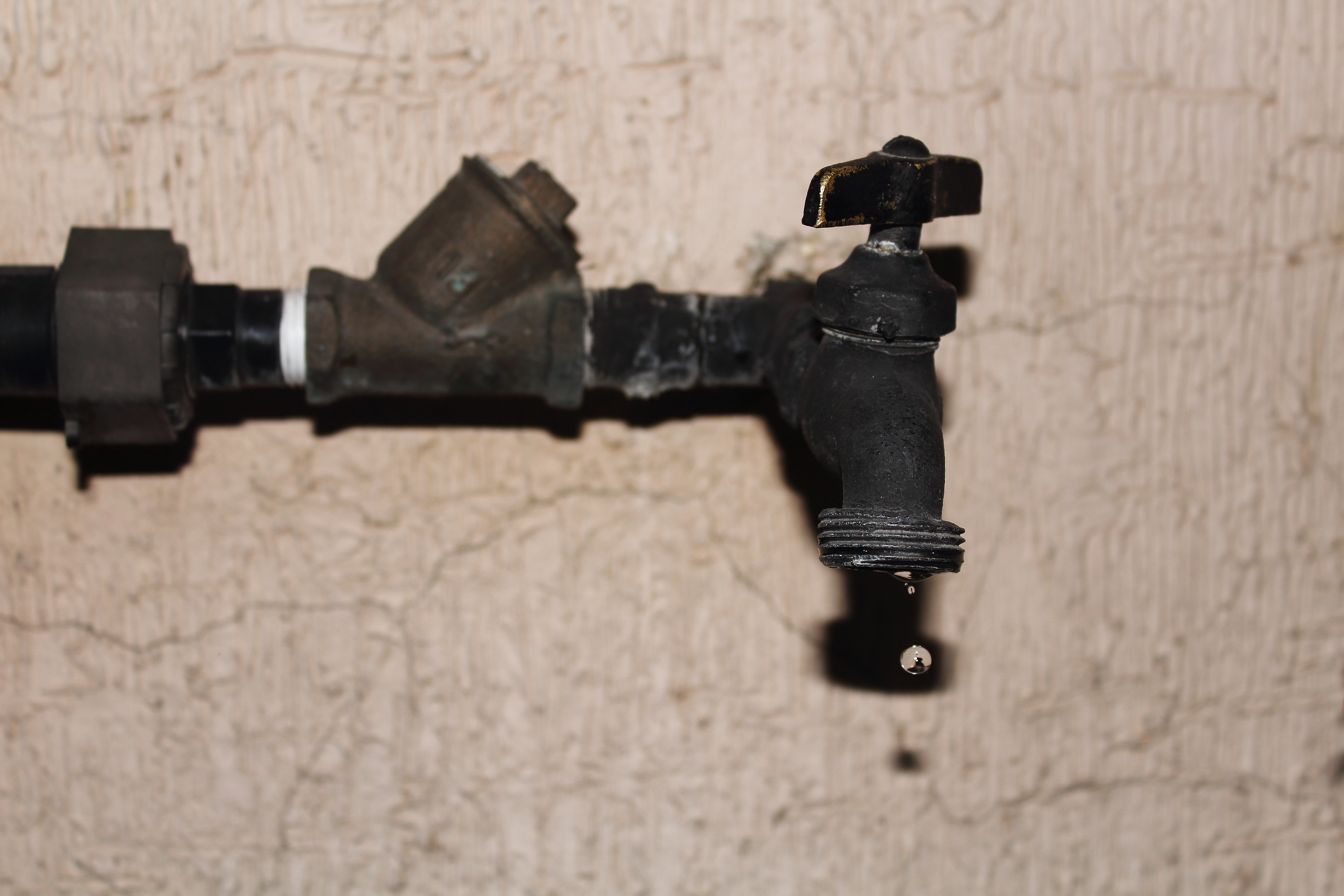
Gota de agua cayendo.

En resumen, la condensación comienza sobre los núcleos de condensación más grandes y activos. Las gotitas crecen hasta alcanzar un tamaño máximo en la nube cuando la humedad es de cerca del 100 %. El efecto de soluto tiene en contra el de curvatura y por eso los núcleos pequeños y menos activos no entran en juego, por lo tanto el número de gotas de nube por unidad de volumen es menor que el número de núcleos. Hemos, pues, explicado la formación de las gotas en una nube. Teniendo presente que para humedades relativas superiores al 100 % se produce la precipitación, sería conveniente estudiar los factores que hacen que una masa de aire modifique su humedad relativa. Lo cual nos lleva al siguiente punto.
En la atmósfera, ¿cuáles son los procesos que causan condensación y sublimación, es decir, que producen nubes? 
Son, sobre todo, los ascensos de aire. Cuando el aire asciende se expande (a mayor altura, menor presión) y por ello se enfría. El aire frío admite menos vapor de agua que el cálido; por este motivo, pronto la burbuja se saturará de vapor de agua y empezará a producirse la condensación, o la sublimación si la temperatura de parte de este volumen es muy baja: habrá nacido una nube.
Mecanismos que producen ascensos de aire en la atmósfera:
- Convección: El aire caldeado al estar en contacto con superficies muy calientes se eleva, se enfría progresivamente y como aumenta su humedad relativa el vapor de agua se condensa. El aire frío superior reemplazará el vacío que ha dejado en superficie el aire caliente ascendente. De este modo se crea una célula convectiva o térmica.

- Orografía (efecto barrera y, su contrapuesto, efecto Foehn o chinook): El efecto barrera es el que sufre el aire frío y cargado de humedad al ascender en altura por causa de la presencia de un relieve. Ese ascenso le hace perder temperatura y por lo tanto aumenta la humedad relativa hasta, saturarse y hacer que llueva. El efecto Foehn (o Föhn) es el contrario. Una vez que el aire se ha secado (viento seco y cálido) en la vertiente de barlovento, pasa la cima y desciende por la ladera contraria provocando vientos muy fuertes, secos y cálidos. En Estados Unidos se llama efecto Chinook.

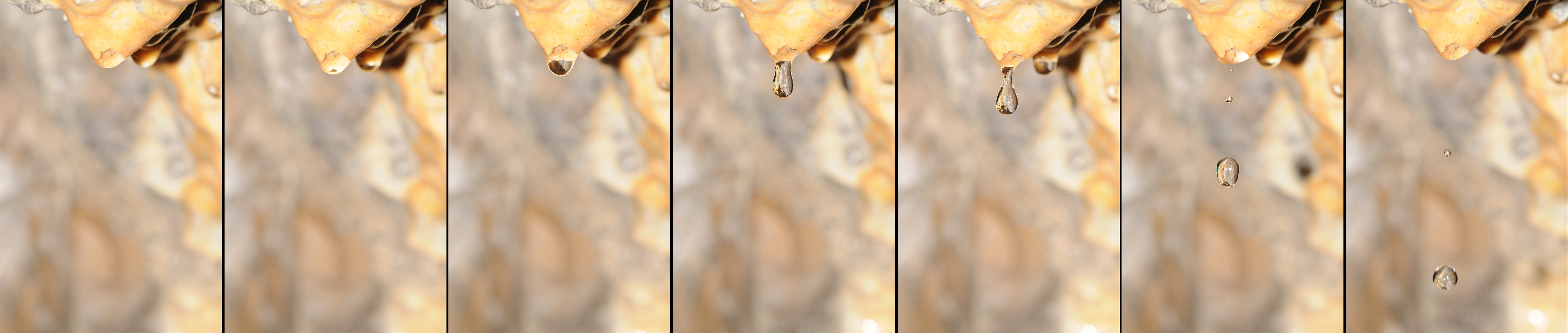
Secuencia en la formación de una gota de agua

- Datos: Q185789
- Multimedia: Drops / Q185789
- Citas célebres: Gota